# شهبانوی هالیوود
شهبانوی هالیوود (انگلیسی: Queenie of Hollywood) یک فیلم کوتاه کمدی به کارگردانی راسکو آرباکل است که در سال ۱۹۳۱ منتشر شد. از بازیگران این فیلم می‌توان به ریتا فلین اشاره کرد.